# Live in London (album van Judas Priest)
Live in London is het vierde livealbum van de Britse heavymetalband Judas Priest. Het is ook het laatste album uitgebracht met zanger Tim "Ripper" Owens', uitgebracht in 2003.

## Nummers

### Cd 1
1. "Metal Gods"
2. "Heading Out To The Highway" (bonustrack)
3. "Grinder" (bonustrack)
4. "Touch Of Evil"
5. "Blood Stained"
6. "Victim Of Changes"
7. "The Sentinel" (bonustrack)
8. "One On One"
9. "Running Wild"
10. "Ripper"
11. "Diamonds and Rust" (Joan Baez cover)
12. "Feed On Me"
13. "The Green Manalishi" (Fleetwood Mac cover; bonustrack)

### Cd 2
1. "Beyond The Realms Of Death" (bonustrack)
2. "Burn In Hell"
3. "Hell Is Home"
4. "Breaking the Law"
5. "Desert Plains"
6. "You've Got Another Thing Coming" (bonustrack)
7. "Turbo Lover"
8. "Painkiller"
9. "Hellion/Electric Eye" (bonustrack)
10. "United"
11. "Living After Midnight"
12. "Hell Bent for Leather"